# Хемсут
Хемсут в египетската митология е богиня на съдбата и защитата. Тя е представител на ка. На нейната шапка има щит, върху който има две пресечени стрели.